# Harun Ibrahim
Harun Mohammed Ademnur Ibrahim, född 26 februari 2003, är en svensk fotbollsspelare (mittfältare, alternativt ytterback) som spelar för allsvenska Gais.

## Karriär
Ibrahim började spela fotboll i Rannebergens IF. Därefter spelade han också i Gunnilse IS och Angereds MBIK innan han värvades av Gais inför säsongen 2021. Under Ibrahims första säsong i Gais fick han begränsat med speltid, men under säsongen 2022 i Ettan Södra utvecklades han till att bli en tongivande spelare och noterades för 5 mål på 29 framträdanden när Gais vann serien och gick upp i Superettan efter bara ett år i tredjedivisionen.
Under sommaren 2022 rapporterade flera medier att Gais mottagit bud på Ibrahim, som klubben emellertid tackade nej till. Även under vintern 2022/2023 gick rykten om Ibrahim: AIK och Gais uppgavs den 27 januari 2023 vara överens om en övergång, men den 4 februari meddelade Gais att också norska Molde FK hade lagt ett bud på Ibrahim och den 21 februari 2023 meddelades att Ibrahim var klar för Molde.
I Molde var Ibrahim långt ifrån en ordinarie plats, och i augusti 2023 meddelades att han gick till allsvenska IK Sirius på lån för resten av säsongen. Efter en höst i Sirius där han endast gjorde sex inhopp, blev det i januari 2024 klart att Ibrahim återvände till sin tidigare klubb Gais, som nu hade klivit upp i Allsvenskan, på lån över säsongen 2024. I januari 2025 blev han klar för en permanent övergång till Gais och skrev på ett femårskontrakt med klubben.